# 이인종 (조선)
이인종(李寅鍾, ? ~ ?)은 조선 시대 말기 무관이며 독립당의 일원이었다.

## 생애
그는 1884년 음서로 무관 관직에 등용되어 같은 해 1884년에 김옥균, 박영효, 홍영식, 서광범, 서재필 등과 함께 갑신정변을 일으켜 수구파 민태호, 민영목, 윤태준, 한규직, 이조연 등을 제거하였다. 윤경순, 이규완 등의 사관생도와 장사파를 규합하였으며 갑신정변의 행동대장으로 행동하였다.